# Miriam Díaz-Aroca
Pour les articles homonymes, voir Diaz et Aroca.
Margarita Miriam Díaz Aroca, née le 4 mars 1962 à Madrid est une actrice et présentatrice espagnole.

## Biographie
Elle nait le 4 mars 1962 à Madrid mais est élevée à Santander, et grandit dans le quartier de La Albericia. Elle étudie le journalisme à l'Université complutense de Madrid. Elle fait ses débuts à la Radio Minuto Fórmula de la Cadena SER, comme locutrice et technicienne de contrôle.
Elle réalise sa première apparition à la télévision en 1979 pour l'émission musicale Aplauso, présentée par José Luis Fradejas, comme participante dans la catégorie La juventud baila (littéralement La jeunesse danse). Elle arrive en troisième position après Edel Bezanilla et Maria Velasco. Elle commence sa carrière journaliste en accompagnant Javier Basilio au concours El bote de Don Basilio (La Cagnotte de Don Basilio), diffusée dans l'émission de Jesús Hermida intitulée Por la mañana (Le Matin),. Par la suite, elle devient présentatrice d'une émission pour enfants intitulée Cajón desastre (Le Tiroir catastrophe) de 1988 à 1991. Elle présente ensuite le concours de Un, dos, tres... entre 1991 et 1993, accompagnée de Jordi Estadella. Là, elle est chargée de comptabiliser les bonnes réponses, de gérer la partie éliminatoire et de participer à des numéros musicaux à la fin de chaque émission. Grâce à son expérience précédente avec les enfants, elle échange de poste avec son collègue Jordi Estadella.
En 1990 elle sort un album de 11 chansons, Chicos del sello CBS.
Au cinéma, Pedro Almodóvar la choisit pour jouer le personnage d'Isabel dans son film Talons aiguilles (1991). Sa consécration comme actrice se fait avec le personnage de Clara dans le film oscarisé Belle Époque (1992), réalisé par Fernando Trueba.
Entre 1996 et 1999, elle participe à la série télévisée La casa con lios, avec Arturo Fernández Rodríguez. Elle remplace Paz Padilla dans le rôle principal de la série ¡Ala... Dina! entre 2001 et 2002. De 2004 à 2006 Miriam Díaz-Aroca joue le rôle de Claudia Valladares dans Mes adorables voisins. En 2006 elle participe aussi au concours ¡Mira quién baila! (Regarde qui danse !). En 2009, José Luis Moreno (es) lui attribue le rôle principal dans la série ¡A ver si llego!, dont seulement 5 épisodes sont diffusés à cause d'une faible audience.
En ce qui concerne son passage par le théâtre, elle intervient en 2007 au Festival de théâtre classique de Mérida, avec la représentation de Lysistrata,, et a participé à la mise en scène des 101 Dalmatiens dans le rôle de Cruella d'Enfer. En 2009 elle joue Adultères avec Maria Barranco et en 2011 elle participe avec María Luisa Merlo et Jorge Roelas à la pièce intitulée 100 mètres carrés de Juan Carlos Rubio.
Elle est la scénariste du spectacle Madame Noir de Mónica Naranjo (2011).
En 2003, elle est en couverture du Interviú de la dernière semaine de janvier.

### Vie privée
Elle vit à Pozuelo de Alarcón (Madrid) et est membre de l'Association des personnes atteintes de Neurofibromatose. Elle est la belle-sœur de Belinda Washington avec qui elle entretient des relations amicales.

## Filmographie

### Cinéma
- 1991 : Talons aiguilles de Pedro Almodóvar : Isabel
- 1992 : Belle Époque de Fernando Trueba : Clara
- 1996 : Los Porretas de Carlos Suárez : Candelaria
- 1997 : Carreteras secundarias d'Emilio Martínez Lázaro : Estrella
- 2000 : El paraíso ya no es lo que era de Francesc Betriu : Mariángeles
- 2001 : La mujer de mi vida de Antonio del Real : Flora
- 2004 : Isi/Disi. Amor a lo bestia de Chema de la Peña : Madrastra de Vane
- 2004 : XXL de Julio Sánchez Valdés : Andrea
- 2012 : Claro no es hombre de mujer de Pepe Carbajo : Sagrario
- 2012 : La Cripta de Pablo Ibáñez

### Télévision
- 1987-1988 : Por la mañana : Présentatrice
- 1989-1990 : Cajón desastre : Présentatrice
- 1991-1993 : Un, dos, tres... : Présentatrice
- 1993-1994 : Noches de gala : Présentatrice
- 1994-1995 : No te rías, que es peor : Présentatrice
- 1995 : Aquí jugamos todos : Présentatrice
- 1996 : Hostal Royal Manzanares : Doña Condesa
- 1996-2000 : La casa de los líos : Manuela
- 1999 : Manos a la obra : Diana
- 2001-2002 : ¡Ala... Dina! : Dina
- 2004 : Ana y los 7 : Actrice de télé
- 2004 : Casi perfectos : Tania
- 2004-2006 : Mes adorables voisins : Claudia Valladares
- 2006 : ¡Mira quién baila! : Participante
- 2006 : Empieza el espectáculo : Présentatrice
- 2009 : ¡A ver si llego! : Pepa
- 2013 : Splash! Famosos al agua : Participante
- 2013 : Cómo nos reímos
- 2019 : Toy Boy : Luisa Gutiérrez

### Clip
- 2010 : Caso Perdido de Lara Pinilla

## Théâtre
- 2007-2008 : Lysistrata (Méridée)
- 2008-2009 : Les 101 Dalmatiens
- 2009-2010 : Central Park West ou Adulterios
- 2010-2012 : 100 Metros Cuadrados
- 2011-2012 : Madame Noir (scénariste)
- 2012 : Ni para ti, ni para mí
- 2014 : Les Grenouilles[3]
- 2015 : Insatisfechas
- 2015 : Lavar, marcar y enterrar

## Distinctions
On lui remet en 1993 le prix Antena d'or en récompense de sa participation dans Noche de gala (Nuit de gala). Elle est aussi nommée au TP de Oro en 1990 en tant que meilleure présentatrice de Cajón desastre.